# On the Little Big Horn or Custer's Last Stand
On the Little Big Horn or Custer's Last Stand est un film muet américain réalisé par Francis Boggs et sorti en 1909.

## Fiche technique
- Titre : On the Little Big Horn or Custer's Last Stand
- Réalisation : Francis Boggs
- Production : William Nicholas Selig
- Pays d'origine :  États-Unis
- Genre : Western
- Durée :
- Dates de sortie : 
  -  États-Unis : 25 novembre 1909

## Distribution
- Hobart Bosworth
- Betty Harte
- Frank Walsh
- Tom Mix